# Castell de Cabres
Castell de Cabres – gmina w Hiszpanii, w prowincji Castellón, we wspólnocie autonomicznej Walencja, o powierzchni 30,72 km². W 2011 roku liczyła 17 mieszkańców.